# Грегори, Уильям Кинг
Уильям Кинг Грегори (1876—1970) — американский зоолог, приматолог и палеонтолог, а также морфолог. Профессор. Являлся экспертом по зубному аппарату млекопитающих, вносил важный вклад в эволюционные теории. Преподавал свои идеи студентам, занимался просвещением (писал книги и организовывал музейные выставки).

## Биография и карьера
В начале карьеры интересовался в равной степени рыбами и наземными млекопитающими. В 1903 дважды публиковался в Science. В 1910 году получил докторскую степень. К 1911 году заинтересовался также и амфибиями. Был редактором American Museum Journal (который позднее станет Natural History). Много занимался сравнительной анатомией. В 1927 избран в Национальную академию наук США. Скончался, будучи одним из старейших её членов.
Считал Пилтдаунского человека (признанного подделкой) вероятно подлинным.
В 1910 году выделил в отряде насекомоядных «секцию» Erinaceomorpha, которой Роже Сабан придал в 1954 году ранг подотряда.
В 1944—1945 вышел в отставку и затем жил в своем доме в Вудстоке.

## Личная жизнь
Состоял в браке с Лаурой Грейс Фут. В 1937 году она скончалась. Второй женой учёного стала женщина по имени Ангела.

## Награды
- Viking Fund Medal (1949)